# Chia sẻ vốn chủ sở hữu
Chia sẻ vốn chủ sở hữu là tên gọi khác của sở hữu chung hoặc đồng sở hữu. Cần có một tài sản, nhiều chủ sở hữu và kết hợp chúng để tối đa hóa lợi nhuận và các khoản khấu trừ thuế. Thông thường, các bên tìm một ngôi nhà và cùng nhau mua với tư cách là những người đồng sở hữu, nhưng đôi khi họ tham gia để đồng sở hữu tài sản mà một trong hai người đã sở hữu. Vào cuối thời hạn đã thỏa thuận, họ mua lẫn nhau hoặc bán tài sản và chia vốn chủ sở hữu. Ở Anh, chia sẻ cổ phần và sở hữu chung không giống nhau (xem phần Vương quốc Anh và Anh bên dưới).

## Chia sẻ vốn chủ sở hữu ở các nước

### Hoa kỳ
Chia sẻ vốn chủ sở hữu trở thành kỳ vọng ở Hoa Kỳ khi vào năm 1981, Mục 280A của Bộ luật Thuế vụ cho phép sử dụng thuế hỗn hợp đối với một tài sản lần đầu tiên cho phép người cư trú yêu cầu khấu trừ thuế cư trú chính và nhà đầu tư yêu cầu khấu trừ thuế bất động sản đầu tư. Vì quyền sở hữu chung được cấp bởi mã số thuế liên bang, phương tiện sở hữu này có thể được sử dụng ở bất kỳ tiểu bang nào.
Các công ty ở Hoa Kỳ bao gồm Unison Homeownership Investors, Landed, và OwnHome Mortgage & Finance.

### Vương quốc Anh
Có rất nhiều cách sử dụng thuật ngữ "Chia sẻ Vốn chủ sở hữu" ở Anh, thường được áp dụng cho các hình thức khác nhau của chương trình Sở hữu Nhà Chi phí thấp. Chúng bao gồm các khoản vay vốn cổ phần, đôi khi được gọi là Các khoản vay Chia sẻ Vốn chủ sở hữu, và một số hình thức cho thuê Sở hữu Chung (mua một phần / cho thuê một phần) được gọi là Hợp đồng Cho thuê Chia sẻ Vốn chủ sở hữu. Một số chính quyền địa phương cũng có thể coi các hạn chế về giá bán lại theo tài liệu lập kế hoạch là các thỏa thuận Chia sẻ vốn chủ sở hữu. Tuy nhiên, việc sử dụng vốn cổ phần chung để chỉ sở hữu chung là không chính xác, bởi vì sở hữu chung không phải là quyền sở hữu, mà trên thực tế là việc thuê nhà được đảm bảo theo các điều khoản của Đạo luật Nhà ở năm 1988. Với phương thức sở hữu chung, bạn sở hữu tất cả tài sản, mặc dù bạn có một khoản vay trên một phần tiền đặt cọc - trong khi với phương thức sở hữu chung, bạn không sở hữu phần bạn đã mua, nhưng thay vào đó bạn có cơ hội mua toàn bộ hợp đồng thuê từ chủ nhà trong tương lai nếu bạn có đủ khả năng để làm như vậy.

#### Anh
Chính phủ Vương quốc Anh tạo điều kiện cho cổ phần được chia sẻ chủ yếu thông qua Cơ quan Nhà và Cộng đồng. Tính đến năm 2009 này nằm dưới biểu ngữ của HomeBuy. Điều này nhằm mục đích giúp các hộ gia đình có thu nhập lên đến 60.000 bảng Anh / năm.
New Build HomeBuy là nơi người mua mua ít nhất 25% của một ngôi nhà mới xây và trả tiền thuê phần còn lại. HCA thường trợ cấp cho các hiệp hội nhà ở hoặc các nhà cung cấp khác để nắm giữ phần còn lại. Giá thuê được giới hạn ở mức 3% giá trị của cổ phiếu chưa bán, nhưng thường được đặt ở mức 2,75%. Người mua có thể mua thêm cổ phiếu bất cứ khi nào họ có đủ khả năng để làm như vậy; cái này được gọi là "cầu thang".
HomeBuy Direct được giới thiệu vào năm 2009, theo đó chính phủ và một nhà phát triển nhà ở cùng tài trợ một khoản vay vốn chủ sở hữu là 30% giá trị, do đó người mua chỉ cần trả một khoản thế chấp trên 70% giá trị. Nếu người mua mua thêm một cổ phiếu, cả ba bên đều tham gia vào bất kỳ sự gia tăng giá trị nào. HCA đã phân bổ 300 triệu bảng Anh cho chương trình cho năm 2009-2011, và 10.000 ngôi nhà có sẵn theo sáng kiến này.
Thị trường mở Homebuy cho phép người mua mua ít nhất 25% một bất động sản trên thị trường mở, với một khoản thế chấp thông thường cho phần đó và một khoản vay lãi suất thấp đối với phần còn lại. Điều này hiện không khả dụng vì kinh phí cho năm 2009-10 đã được cam kết đầy đủ.
Social Homebuy cho phép người thuê nhà của các Hội đồng tham gia và hiệp hội nhà ở mua nhà thuê của họ theo điều kiện sở hữu chung, với một tỷ lệ chiết khấu của Quyền có được thông thường.
FirstBuy một chương trình dành cho người mua lần đầu được công bố trong Ngân sách năm 2011. Theo đó, những người mua lần đầu có thể được trợ giúp để tài trợ khoản chênh lệch giữa tiền đặt cọc 5% và khoản thế chấp 75%. Nó chỉ có sẵn trên các chương trình xây dựng mới được chọn. Vốn chủ sở hữu nạp vào được HCA và nhà phát triển cung cấp bằng các cổ phần bằng nhau.

### Chia sẻ vốn cổ phần khu vực tư nhân ở Anh
Chia sẻ vốn cổ phần khu vực tư nhân hay, như đôi khi được biết đến, vốn cổ phần chia sẻ của nhà đầu tư, hoạt động khá khác biệt ở chỗ không có yếu tố trợ cấp cho người đóng thuế. Thay vào đó, các nhà đầu tư bên thứ ba cung cấp khoản chênh lệch giữa tiền đặt cọc của người mua và (thông thường) thế chấp 75%, đổi lại cổ phần trong tài sản và tiền thuê. Các chương trình này được thực hiện trong 5 hoặc 10 năm (đôi khi có gia hạn 'khó khăn'), có nghĩa là vào cuối giai đoạn liên quan, chủ sở hữu phải mua cổ phần theo tỷ lệ tương ứng của giá trị thị trường khi đó. Nhìn chung không có hình phạt đối với việc mua lại sớm hoặc mua lại một phần. Như vậy, chia sẻ vốn chủ sở hữu có thể được coi là một bước nâng cao quyền sở hữu hoàn toàn đối với một tài sản.
Mặc dù vốn cổ phần chia sẻ của nhà đầu tư đắt hơn so với các kế hoạch của khu vực công, do cần phải trả tiền thuê cho phần không thuộc sở hữu, nhưng nó vẫn có những lợi thế đáng kể:
- Đầu tiên, nó không bị giới hạn trong việc xây mới, hoặc bất kỳ nhà cung cấp nhà ở cụ thể nào. Thay vào đó, người mua có thể nghiên cứu toàn bộ thị trường để có giá hời nhất. Một số người cho rằng điều này tránh được nguy cơ phải trả giá quá cao cho một nhà xây dựng.[10]
- Thứ hai, có ít hơn trong cách điền vào biểu mẫu và danh sách chờ. Bởi vì vốn cổ phần chia sẻ của nhà đầu tư về bản chất là một cơ chế tài trợ, nó đơn giản như việc đăng ký thế chấp.
- Thứ ba, ít có khả năng hết tài trợ hơn so với các chương trình của khu vực công. Vì vậy, miễn là các nhà đầu tư đạt được lợi nhuận mong muốn của họ, các nguồn lực về lý thuyết là vô hạn.
- Thứ tư, người mua được đặt vào vị trí của một người mua tiền mặt và do đó được trao quyền để thương lượng thỏa thuận tốt nhất với nhà cung cấp.
- Cuối cùng, tất nhiên, việc bơm tiền mặt mang lại cho người mua cơ hội tiếp cận với lãi suất tốt hơn và kiểm tra tín dụng nhẹ hơn liên quan đến khoản thế chấp 75%.

## Lý thuyết kinh tế
Về lý thuyết kinh tế, quyền sở hữu được nghiên cứu trong lĩnh vực lý thuyết hợp đồng. Cụ thể, Oliver Hart (1995) đã cho rằng quyền sở hữu quan trọng trong bối cảnh các hợp đồng chưa hoàn thành. Khi một số trường hợp dự phòng trong tương lai không thể được giải quyết trong hợp đồng ngày hôm nay, thì các cuộc đàm phán sẽ diễn ra vào ngày mai. Quyền sở hữu cải thiện vị thế thương lượng trong các cuộc đàm phán này. Do đó, ngày nay chủ sở hữu có động lực mạnh mẽ hơn để thực hiện các khoản đầu tư theo mối quan hệ cụ thể (tức là vấn đề giữ hàng được giảm thiểu). Trong khuôn khổ này, Schmitz (2017) đã chỉ ra rằng quyền sở hữu chung đối với một tài sản kì vọng ngày hôm nay, mặc dù ngày mai việc trao tài sản đó cho bên đánh giá cao nhất là điều tối ưu. Nguyên nhân là do sở hữu chung mang lại các ưu đãi đầu tư cân bằng hơn cho các bên liên quan. Tỷ lệ sở hữu tối ưu phụ thuộc vào việc các khoản đầu tư được bao gồm trong vốn vật chất (để chủ sở hữu luôn có thể thu được lợi nhuận) hay trong vốn con người của các bên.